# Арпаджиоглу, Осман
Осман Арпаджиоглу (5 января 1947, Анкара — 5 декабря 2021, Измир) — турецкий футболист, нападающий. Наиболее известен по выступлениям за «Фенербахче». Лучший бомбардир чемпионата Турции сезона 1972/73.

## Биография
Родился 5 января 1947 года в Анкаре в семье юриста. У Османа было пятеро братьев. Когда Осману было пять лет, главу семьи перевели по работе в Самсун, таким образом большую часть детства Осман провёл именно в Самсуне.
Арпаджиоглу начал свою профессиональную карьеру в «Кечиоренгюджю». После одного сезона он покинул клуб и играл за «Мерсин Идманюрду». В течение четырёх лет он играл за «Мерсин» и забил 55 голов, став лучшим бомбардиром в истории клуба. Своей игрой за команду он вызвал интерес со стороны стамбульских клубов. В итоге его подписал «Фенербахче».
С «Фенербахче» Арпаджиоглу стал лучшим бомбардиром сезона 1972/73 (16 голов). В сезонах 1973/74 и 1974/75 годов становился чемпионом Турции. В 1974 году он также выиграл кубок Турции со своей командой. Забил 12 голов в Межконтинентальном дерби с «Галатасараем».
В конце своей карьеры Арпаджиоглу перешёл в «Балыкесирспор». 9 июня 1980 года он закончил свою карьеру, сыграв последний матч за «Балыкесирспор» против «Фенербахче».
Арпаджиоглу сыграл 13 матчей за сборную Турции, забил три гола: в ворота Люксембурга (дважды) и Алжира. Первый матч сыграл 9 октября 1968 года против Болгарии (поражение 0:2), а последний — 1 декабря 1974 года против Швейцарии в отборе на чемпионат Европы 1976 года (победа 2:1).
Умер 5 декабря 2021 года.

## Достижения
- Чемпионат Турции: 1973/74, 1974/75
- Кубок Турции: 1974
- Суперкубок Турции: 1975
- Лучший бомбардир чемпионата Турции: 1972/73